# 白英 (植物)
白英（学名：Solanum lyratum），是茄科茄属植物。

## 释名
《本草纲目》：“白英谓其花色……”，即白英因花色白而得名。又称苻（《尔雅》）、縠菜（《神农本草经》）、白草、来甘（《名医别录》）、鬼目草（《尔雅》郭璞注）、排风草（《履巉岩本草》）等。

## 形态
草质藤本，长0.5-1米，茎及小枝均密被具节长柔毛。叶互生，多数为琴形，聚伞花序顶生或腋外生，花冠蓝紫色或白色，浆果球状，成熟时红黑色，直径约8毫米；种子近盘状，扁平，直径约1.5毫米。花期夏秋，果熟期秋末。
- 全草
- 叶
- 花
- 果

## 分布

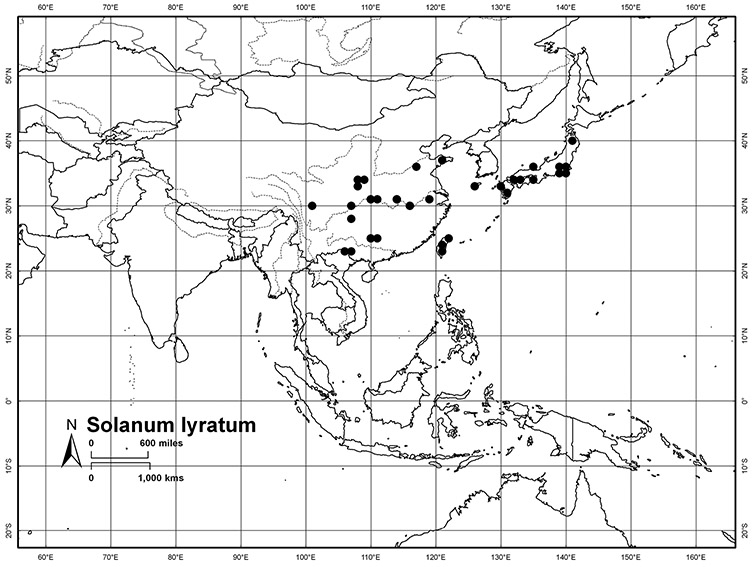
分布地区示意图

广泛分布于中国华中、华东、华南等地区，日本、朝鲜、中南半岛也有分布。喜生于山谷草地或路旁、田边，海拔600-2800米。

## 药用
白英全草可入药，称白毛藤，有清热利湿等功效。其茎可以治疗风湿、气喘，亦有利尿、补肝的功效。

## 延伸阅读
[在维基数据编辑]
 《欽定古今圖書集成·博物彙編·草木典·白英部》，出自陈梦雷《古今圖書集成》
 《植物名實圖考·白英》，出自吳其濬《植物名實圖考》